# Biblioteca Parque Estadual
A Biblioteca Parque Estadual (BPE), antes conhecida como Biblioteca Pública do Estado do Rio de Janeiro e Biblioteca Estadual Celso Kelly, é uma biblioteca pública, espaço da Secretaria de Estado de Cultura situada no Centro (avenida Presidente Vargas) da cidade do Rio de Janeiro. Lugar de memória e experimentação, o espaço promove a leitura e o conhecimento como pilares da cultura cidadã. Atualmente, a BPE conta com um acervo literário de cerca de 200 000 títulos.

## História

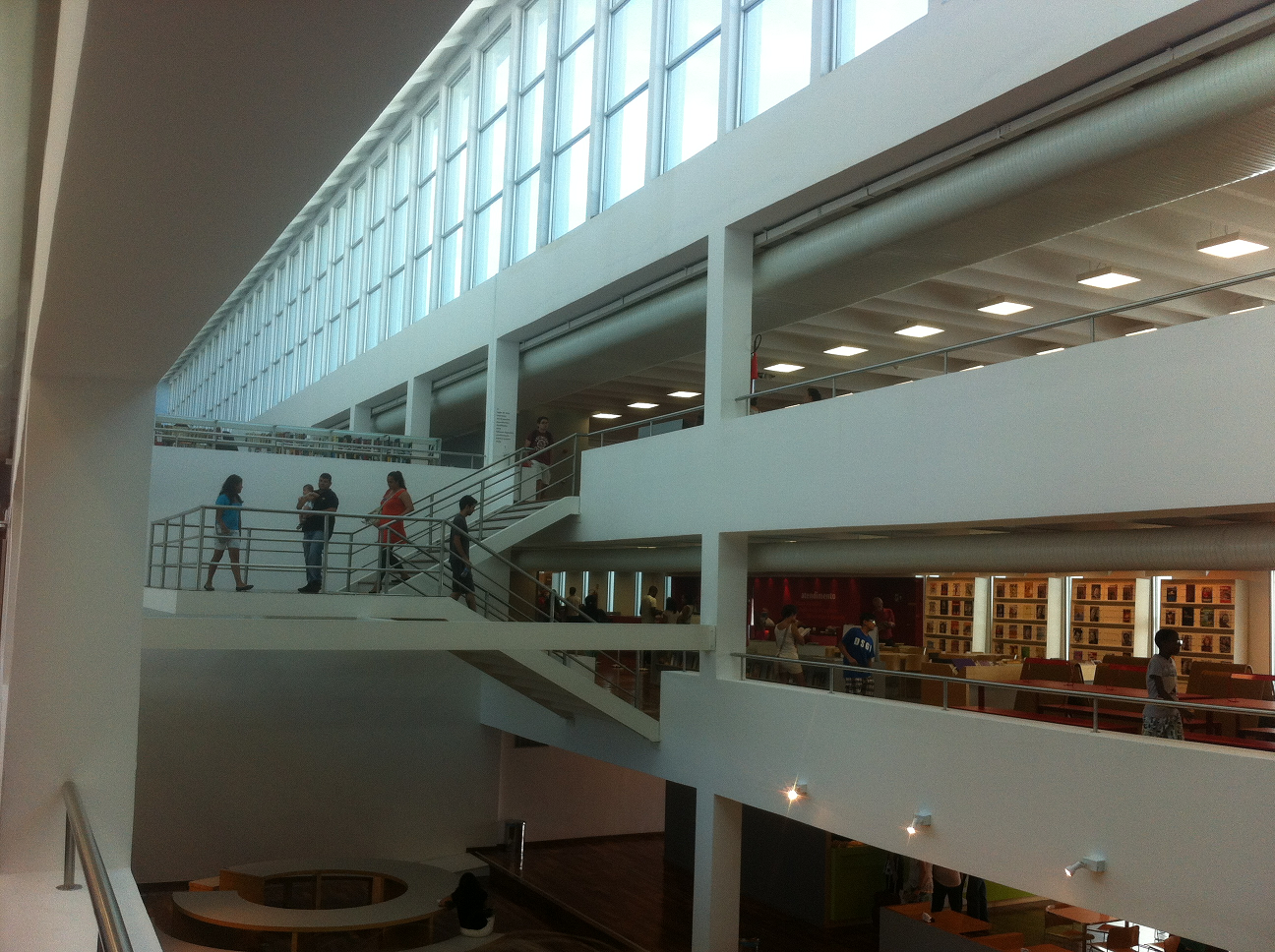
Visão interna com os três níveis do prédio principal

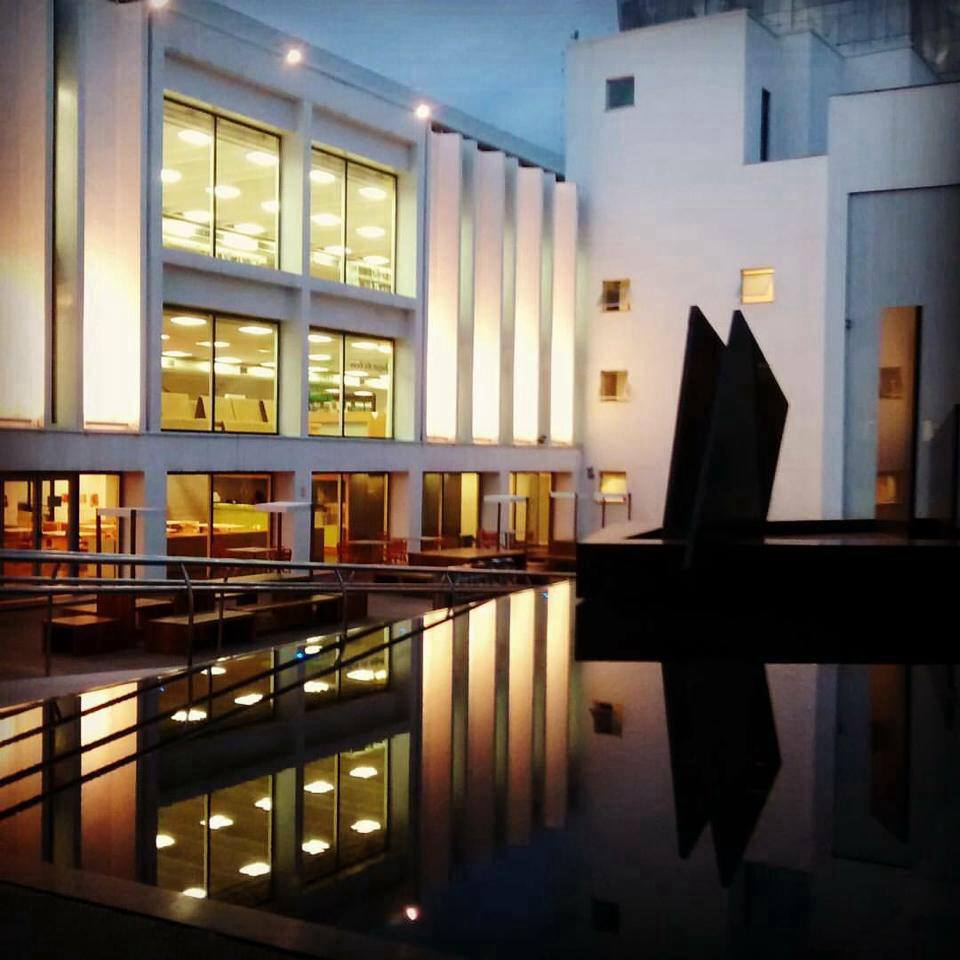
Escultura de Waltércio Caldas no pátio

Foi criada em 15 de março de 1873 em proposta do então presidente da Câmara Municipal do Rio de Janeiro, o Tenente-Coronel Antônio Barroso Pereira que foi recebida e aprovada por unanimidade e inaugurada por Dom Pedro II em 2 de dezembro de 1874 — data de seu 49º aniversário — no anexo do Arquivo da Câmara Municipal situado no Campo da Aclamação atualmente Praça da República na esquina da rua Conde d'Eu, hoje rua Frei Caneca se chamando então de Biblioteca Municipal do Rio de Janeiro.
Em 1882, na sua primeira transferência, foi para o Palácio da Prefeitura, na praça da República, no entorno do Campo de Santana. Mais tarde foi provisoriamente transferida para a Escola Orsina da Fonseca. Depois, na mesma rua da escola, a antiga rua General Câmara, ganhou instalações próprias. Em 1891, mudou de nome para Biblioteca Municipal do Distrito Federal, com a criação do Distrito Federal após a Proclamação da República.
Em 1943, mudou-se para recém-inaugurada avenida Presidente Vargas, no número 1261, seu último e atual endereço. Com a mudança do Distrito Federal para Brasília, em 1960, passou a se chamar Biblioteca Estadual da Guanabara. Em 1975, com a fusão dos Estados da Guanabara e Rio de Janeiro, virou Biblioteca Estadual do Rio de Janeiro.
Em 1980, ganhou nova denominação: Biblioteca Estadual Celso Kelly
Um incêndio em 20 de janeiro de 1984, destruiu parte do prédio e do acervo da biblioteca, que continuou no mesmo endereço, em um novo edifício, inaugurado em 12 de março de 1987, refletindo a visão progressista para as áreas da educação e da cultura de Darcy Ribeiro, à época vice-governador de Leonel Brizola e com a denominação de Biblioteca Pública do Estado do Rio de Janeiro. Em 1990, o espaço voltou a se chamar Biblioteca Estadual Celso Kelly.
Fechou para obras em outubro de 2008, dentro do projeto de modernização, qualificação e informatização das bibliotecas públicas do estado do governador Sérgio Cabral Filho e foi reinaugurada em 29 de março de 2014 como Biblioteca Parque Estadual com a exposição sobre Vinicius de Moraes. Durante as obras de modernização, entre 2008 e 2014, um sítio arqueológico foi encontrado no terreno que pertencia à Igreja de São Gonçalo e Garcia e São Jorge, vizinha à biblioteca.